# Wojny-Pogorzel
Wojny-Pogorzel – wieś w Polsce położona w województwie podlaskim, w powiecie wysokomazowieckim, w gminie Szepietowo.
W latach 1975–1998 miejscowość administracyjnie należała do województwa łomżyńskiego.
Wierni kościoła rzymskokatolickiego należą do parafii św. Anny w Dąbrówce Kościelnej.

## Historia
W roku 1203 wzmiankowane Wojnowo cum villis attinentiis jako osada należąca do kościoła w Zuzeli. Wsie pierwotnie zamieszkane przez Wojnów herbu Ślepowron obejmowały ziemię między Ciechanowcem a Wysokiem Mazowieckiem. Na wymienionym terenie powstały trzy parafie: Kuczyn – 1419, Wyszonki – 1464 i Dąbrówka – początek XVI w..
Książę mazowiecki Bolesław w roku 1435 nadaje Adamowi de Wojny 10 łanów chełmińskich nad Brokiem Małym, przy granicy Przeździeckiego.
W roku 1455 w aktach sądowych ziemi bielskiej wymienione są:
- Wojny-Króle
- Wojny-Bakałarze
- Wojny-Krupy
- Wojny-Piotrowce
- Wojny-Izdebnik
- Wojny-Dąbrówka, współcześnie Dąbrówka Kościelna
- Wojny-Piecki
- Wojny-Pogorzel
- Wojny-Wawrzyńce.

Paweł, książę holszański, biskup łucki zatwierdził w roku 1519 przynależność wsi do parafii Kuczyn. Pleban kuczyński otrzymywał dziesięcinę od Wawrzyńca Woyno i jego synów: Jakuba, Piotra, Stanisława i Jerzego. W 1577 r. podatek płacili: Piotr niegdy Grzegorz i Jan, komornik ziemski z włók osiadłych 2 1/2 i od 10 ogrodników. Od 1/2 włóki osiadłej pobór płacił szlachetny Jakub Falkowski.
W 1717 r. wieś znajdowała się w parafii Dąbrówka, liczyła 16 włók, z których pleban otrzymywał 32 kopy dziesięciny.
Niektórzy, wymienieni w źródłach siedemnastowiecznych mieszkańcy wsi:
- Bartłomiej Woyno z przydomkiem Zagroba
- 24 IX 1739 r. odbył się chrzest dziecka urodzonego z Bartłomieja i Konstancji Woynów, imieniem Nikodem.
- Marcjan Woyno i jego żona Teresa z Dąbrowskich
- 7 XI 1774 r. odbył się ślub Marcjanny Woyno z Walentym Woyno
- 1780–1781: Zagroba, Okulus, Zygmuncik, Głąb
- Walenty Woyno zwany Zygmuncik, wziął ślub z Domicellą, panną, córką niegdy Marcina Woyny ze wsi Pułazie
- 16 II 1789 r. Jakub Woyno zwany Zagroba ze wsi Pogorzel, syn niegdy Macieja Woyny, zawarł związek małżeński z Teresą Kostrówną, córką urodzonego Pawła Kostro ze wsi Kostry-Litwa

W 1790 r. w Wojnach-Pogorzeli było 16 działów drobnoszlacheckich. Każdy właściciel posiadał po l. dymie. Jedynie Jakub Woyno miał dymów 12.
W roku 1827 miejscowość liczyła 29 domów i 183 mieszkańców.
W latach 1832–1836 w aktach parafii w Dąbrówce występował Józef Apoznański, radca wojewódzki, dziedzic wsi Wojny-Pogorzel, wójt gminy Wojny-Szuby. Był kapitanem Pułku 5 Piechoty Liniowej Wojsk Polskich.
W latach 1856–1867 notowany był podział wsi na trzy części: Zygmuncikowska, Okulusowska, Bosakowska. Rok 1867: 15 osad, użytki rolne o powierzchni 50 morgów. Folwark Pogorzel – 196 morgów. Pod koniec wieku XIX wieś drobnoszlachecka w powiecie mazowieckim, gmina Szepietowo, parafia Dąbrówka Kościelna.
W roku 1865 majątek Pogorzel, liczący ok. 110 ha własnością Jakuba Dąbrowskiego. W 1915 zabudowania majątku spłonęły. Andrzej Dąbrowski był właścicielem do około 1921 r.
W 1921 wyszczególniono:
- wieś Wojny-Pogorzel. Było tu 30 budynków z przeznaczeniem mieszkalnym i 2 inne zamieszkałe oraz 200 mieszkańców (100 mężczyzn i 100 kobiet). Narodowość polską podało 190 osób, a 10 białoruską
- folwark Wojny-Pogorzel, gdzie naliczono 3 budynki z przeznaczeniem mieszkalnym oraz 61 mieszkańców (24 mężczyzn i 37 kobiet). Wszyscy podali narodowość polską[11].

W 1944 r. były tu 2 większe gospodarstwa:
- Pogorzel A, majątek liczący około 120 ha, należący do Stanisława Dąbrowskiego, a po jego śmierci w więzieniu białostockim, do wdowy Stanisławy i córki Jadwigi
- Pogorzel B, majątek około 60-hektarowy należący do Władysława Dąbrowskiego i żony Stanisławy, zesłanych przez sowietów do Kazachstanu. W roku 1944 Pogorzel B nie została objęta reformą rolną[10].

Po wojnie w dawnych budynkach dworskich Stanisława Dąbrowskiego mieścił się Powiatowy Dom Dziecka. Jego kierowniczką była Zofia Lipska.

## Współcześnie
Wieś typowo rolnicza. Produkcja roślinna podporządkowana hodowli krów i produkcji mleka.
W pobliżu wsi przebiega droga krajowa nr 66.